# 相良長続
相良 長続（さがら ながつぐ）は、相良氏の第11代当主。分家の永留氏の出身。山田城主として多良木兄弟の乱を鎮定し、第10代当主相良堯頼の客死により、宗家を相続した。通称は藤五郎または左近将監。

## 生涯
相良氏の第2代当主相良頼親の子頼明八世の孫にあたる永留実重（治部少輔）の子。肥後国球磨郡の山田城（現山江村）の城主。
文安5年（1448年）2月、まだ15歳の相良氏第10代当主相良堯頼に対して、上相良氏の多良木頼観（たらぎ よりみ)・多良木頼仙（たらぎ よりのり）兄弟が謀反を起こした際、堯頼は人吉城を追われたが、長続は山田城から兵を率いて駆けつけて頼観を破り、城から追い出した。その後、菱刈氏を頼って薩摩国牛屎院（菱刈郡山野・現伊佐市大口山野）に落ち延びた堯頼を探し出して復帰を願い出たが拒まれ、3月23日、その交渉中に堯頼が亡くなったために、5月13日、群臣に推された長続が宗家を継いで人吉城主となった。
なお、堯頼は人吉に復帰した後に亡くなり、その後に長続が家督を継いだとする異説もある。また、堯頼の死は長続による殺害とする異説もある。
8月、再び兵乱があり、多良木頼観が鍋城、多良木頼仙が古多良木（ふるたらぎ）で挙兵し、久米の砦でもその家臣源島某が兵を挙げた。4日、長続は出陣すると、兵を三つに分けて久米雀ヶ森の堀川に伏兵を置き、まず久米の砦を襲って源島を斬り、煙を見て救援に駆けつけた頼観・頼仙兄弟と手勢を伏兵で破って、両将の首を取った。（雀ヶ森合戦 / 久米雀ケ森の合戦）
多良木氏を滅ぼしたことで、相良頼景より数えて8代220年余り分裂してきた上相良氏と下相良氏の争いはついに解消され、多良木・久米・湯前・湯山・江代の五村を支配下にいれ、相良氏は初めて球磨郡内の統一を果たした。
この一連の争いを「文安五年の政変」「文安内訌」などと呼ぶが、そもそも中世の系図にて実在性が確認できる相良氏庶流の永富（永留）頼明と相良長続との間の血縁関係が本当にあったのか、相良堯頼の不審死（長続による殺害関与）の可能性など疑問点も多く、実態は永富家による人吉相良氏（佐牟田家）からの宗家簒奪と多良木相良氏の排除による球磨郡一円支配の確立という一種の下克上であった可能性が高いが、史料の不足からその検証は困難である。
宝徳元年（1449年）8月、多良木兄弟の乱に協力した桑原隠岐守が誅殺を恐れて兵を挙げ、矢黒城戸尾の要害に立て籠もった。長続は兵を派してこれを鎮圧し、一族郎党を悉く斬った。（矢黒城戸尾合戦）
宝徳3年（1451年）、肥後国守護である菊池為邦は長続に球磨郡を安堵し、名実共に相良氏当主の地位と球磨郡支配が確立した。
この年。長続が牛屎院へ自ら在陣しているのを見計らって、漆田・赤池の地頭である斉木但馬守が謀反を企てた。長続は事前にこれを知り、薩摩より帰ると使者を派遣して斉木を詰問させた。しかし斉木は不遜な言動で応じたために激怒し、切腹を命じたが、斉木はこれに応じずに一族郎党200名と共に赤池城に立て籠もった。長続はすぐさまこれを包囲して攻め立てたので、斉木は夜陰にまぎれて城を出ると観念して廣大寺で切腹。逆徒は尽く討たれた。その6年後の長禄元年（1457年）にも、橋本某が井野木田塞に籠って謀反を起こしたが、長続はこれも即座に鎮圧している。
長禄2年（1458年）、薩摩・大隅・日向の三州で内乱があり、長続は9代守護島津忠国より依頼されて協力したので、牛屎院を与えられて牛山城（大口城の別称）を獲得した。城主として初め永留長連を、次いで犬童長直を入れた。
寛正元年（1460年）10月、長続は世子頼元を連れて、肥後守護菊池為邦のいる隅府を訪れ、葦北・水俣を安堵された。この時、為邦の好意で息子の元服の議が執り行われ、偏諱を受けて為続と改めた。
寛正6年（1465年）、八代の名和氏で内乱（下克上）があり、幸松丸（後の名和顕忠）とその老臣内川喜定が長続を頼って人吉に来たので、彼らを川辺村（旧鹿本郡）に保護し、使者を派遣して度々交渉に及んだ末、無事に幸松丸を古麓城へと帰還させた。長じて名和顕忠となる幸松丸は、この恩に報いるために、長続に八代郡高田郷350町を譲った。
同年、菊池為邦と間に諍いがあり、葦北・水俣へを攻められんとしたので、牛屎院を島津氏に返還して、牛山城にいた守兵を高田郷平山城に入れて、これに備えた。
応仁元年（1467年）、応仁の乱が起こると管領細川勝元は長続を招聘した。長続はすでに家督を為続に譲っていたが、兵を率いて上洛した。翌年1月に病を得て帰国し、58歳で死去した。永国寺に葬られた。法名を宝山道珍（寶山道珍）。